# Crorema
Crorema é um gênero de traça pertencente à família Arctiidae.